# Etica tehnologiei informației
Etica tehnologiei informației reprezintă o parte importantă a eticii informaticii. Este o disciplină a eticii aplicate ce studiază problemele de ordin moral (etic) apărute pe măsura dezvoltării tehnologiei informației în ultimele decenii.
Dilemele morale cu privire la tehnologia informației au devenit din ce în ce mai numeroase în societatea de astăzi, transformată aproape peste noapte într-o societate informațională.
Revoluția tehnologică a dus inevitabil la o reevaluare a percepției oamenilor asupra lumii înconjurătoare. Explozia tehnologiei informației a dus, printre altele, la creșterea numărului de metode de comunicare între indivizi. Accesul la informații, precum și transmiterea lor rapidă de la un continent la altul, au avut și au în continuare consecințe atât pozitive cât și negative asupra dezvoltării morale, psihologice și sociale a indivizilor, asupra structurii și funcționării societății în genere. Etica tehnologiei informației examinează de asemenea și problemele morale ridicate de: proprietatea, drepturile de autor, accesul, confidențialitatea și securitatea informației sau accesul la sursele programelor informatice.
Un rol central în etica tehnologiei informației îl joacă argumentarea bazată pe cazuri .